# María Antonieta Cámpoli
María Antonieta Cámpoli Prisco (Isola del Liri, 9 ottobre 1955) è una modella venezuelana, eletta Miss Venezuela nel 1972, e rappresentante del Venezuela a Miss Universo 1972, concorso svoltosi ad Dorado, in Porto Rico, il 29 luglio 1972, dove si è classificata al terzo posto..